# Nicardipina
La nicardipina es un fármaco derivado de la dehidropiridina que pertenece a la categoría de los calcio antagonistas (bloqueante del canal lento) e inhibe la entrada de los iones de calcio (ion Ca++) en las células musculares cardiacas y la musculatura lisa.

## Antecedentes
Los procesos por el cual se contraen los músculos del corazón y la musculatura lisa vascular dependen del movimiento de los iones de calcio Ca++ extracelulares al interior de estas células a través de canales iónicos específicos. Se sabe que para relajar el músculo liso se debe suprimir el flujo de iones de calcio en la bomba de calcio. La nicardipina inhibe el flujo de los iones de calcio a través de la membrana celular del músculo cardiaco y la musculatura lisa vascular sin modificar las concentraciones plasmáticas de calcio, siendo la musculatura lisa más sensible a este efecto que el músculo cardiaco.

### Modelos animales
En animales las dosis de nicardipina que llegan a producir relajación de la musculatura lisa coronaria, se acompañan de poco o casi ningún efecto inotrópico sobre el miocardio.

## Química
La nicardipina es diferente de la nifedipina ya que posee una estructura amino terciaria en la cadena éster lateral y el grupo grupo nitro a la posición meta del anillo fenil, lo que le confiere al fármaco una mayor solubilidad en agua y por consiguiente la posibilidad de poder utilizarla en soluciones inyectables intravenosas.

## Farmacología
En el ser humano, la nicardipina produce un decremento significativo de la resistencia vascular sistémica. El grado de vasodilatación y los efectos hipotensivos resultantes predominan mayoritariamente en los pacientes que padecen hipertensión. El fármaco llega a reducir la presión arterial en reposo y durante el ejercicio isométrico y dinámico.

### Acciones
En pacientes con presión arterial normal puede existir una leve disminución de la presión arterial diastólica y sistólica en virtud de la caída en la resistencia periférica.
Por la existencia de una dilatación de los vasos sanguíneos y a la baja en la presión arterial, puede haber un aumento en la frecuencia cardiaca. Los estudios de hemodinamia han demostrado que los pacientes con enfermedades coronarias y función ventricular normal tienen una elevación en el índice cardiaco y el flujo de sangre en las arterias coronarias. La nicardipina disminuye la frecuencia de episodios espontáneos de dolor en la Angina de Prinzmetal.
Aunque el fármaco produce vasodilatación en las arterias del cerebro y permitir un aporte elevado de oxígeno dada la disminución de la resistencia vascular cerebral, la nicardipina no debe ser considerada una droga oxigenadora cerebral.

### Farmacocinética
La nicardipina se absorbe excelentemente bien por vía oral. Los niveles en plasma se detectan pasados 20 minutos tras la administración, mientras que los niveles máximos se alcanzan a los treinta minutos. En el hombre, el fármaco se una a proteínas plasmáticas en un 99%. Se metaboliza principalmente en la vía hepática y menos del 1.0% se halla inalterado cuando se examina la orina. Se elimina por heces y orina. La nicardipina no induce su propio metabolismo y tampoco induce las enzimas microsomales del hígado. 
En pacientes jóvenes y ancianos se han observado muy poca diferencias entre los parámetros farmacocinéticos, aunque los estudios fueron hechos en personas con buenas condiciones generales.

## Precauciones especiales
Las mujeres embarazadas deben evitar usar el medicamento sin control médico especialista. Se sabe que la nicardipina atraviesa la leche materna por lo que las madres en período de lactancia deben evitar el fármaco.

## Efectos secundarios
Aunque los efectos secundarios son leves y solo se requirieron un ajuste en la dosificación, han existido casos en los que se ha tenido que descontinuar la terapia. Las manifestaciones más comunes van desde mareos, edema de miembros inferiores, cefalea, enrojecimiento de la cara y sensación de bochorno.

## Interacciones medicamentosas
En estudios clínicos, la nicardipina se ha combinado en terapias con fármacos beta adrenérgicos y, aunque la combinación es bien tolerada, los médicos tratantes deben estar atentos a cualquier aparición de signos o síntomas no esperados.

## Presentaciones farmacéuticas
La nicardipina puede encontrarse en forma de cápsulas conteniendo 20 y 30 mg, y en solución inyectable en ampolletas de 10 ml (2.5 mg/ml).